# Phytotaxa
Phytotaxa — рецензируемый научный журнал, посвященный быстрой публикации различных аспектов систематики растений. Журнал публикует материалы по широкому спектру тем, с основным вниманием к новым видам, монографиям, флоре, исправлениям, обзорам и вопросам типизации. Phytotaxa охватывает все группы растений, регулируемые Международным кодексом номенклатуры водорослей, грибов и растений, включая диатомовые водоросли, грибы, водоросли, лишайники, мхи, печеночники и сосудистые растения (как живые, так и ископаемые).
Журнал был основан Маартеном Кристенхушем в 2009 году, а первый номер вышел в октябре того же года. Авторам предоставляется возможность публиковать свои работы в открытом доступе.